# Usine FCA Saltillo
 (septembre 2017).
Si vous disposez d'ouvrages ou d'articles de référence ou si vous connaissez des sites web de qualité traitant du thème abordé ici, merci de compléter l'article en donnant les références utiles à sa vérifiabilité et en les liant à la section « Notes et références ».
 (septembre 2017).
L'Usine FCA de Saltillo est un site industriel complet du constructeur automobile italien FCA-Fiat Chrysler Automobiles, filiale de Fiat Automobiles Group, implantée au Mexique par Chrysler et dont la production est essentiellement destinée aux marchés d'Amérique du Nord : États-Unis et Canada et depuis peu à l'Amérique du Sud.
Le site de Saltillo comprend 5 usines distinctes :
- Saltillo Engine Plant - Carretera Saltillo-Monterrey KM9.5 - Ramos Arizpe, Coahuila, Mexico.

Production de moteurs essence :
- 2.4-litres (L-4) Tigershark monté sur les véhicules : Chrysler 200, Jeep Cherokee et Jeep Renegade,
- 5.7-litres (V-8) HEMI monté sur Chrysler 300, Dodge Charger, Dodge Challenger, Ram 1500, Ram 2500, Ram 3500 et Jeep Grand Cherokee,
- 6.2-litres (V-8) turbo HEMI Hellcat monté sur Dodge Challenger SRT et Dodge Charger SRT,
- 6.4-litres V-8 HEMI monté sur Dodge Challenger SRT, Dodge Charger SRT 392, Ram Heavy Duty 2500, Ram Heavy Duty 3500 et Jeep Grand Cherokee SRT.

Salariés : 1.549 dont 1,313 ouvriers en 2 postes.
Histoire de l'usine : la construction, lancée par le groupe américain Chrysler, a été achevée en 1981 et la production de moteurs a commencé en mai de la même année. Le moteur HEMI de 5,7 litres a été lancé en juin 2002. Le 10 octobre 2013, un investissement de 164 millions US dollars a été engagé pour ajouter la ligne de production pour assembler le moteur Tigershark, qui a débuté au 1er trimestre 2014. 
Nota : les moteurs de la série Tigershark sont également construits à Dundee et à Trenton, dans le Michigan. La production du moteur HEMI Hellcat, 6.2-litre V-8 suralimenté qui développe 707 ch a commencé au troisième trimestre 2014.
- Saltillo South Engine - Carretera Derramadero Km. 1.5 - Saltillo, Coahuila, Mexico.

Productions de moteurs essence :
- 3.6-litres V-6 Pentastar dernière génération monté sur les Jeep Grand Cherokee et Chrysler Pacifica,

Salariés : 1,416 dont 1,193 ouvriers en 3 postes.
Histoire de l'usine : l'usine a été inaugurée le 29 octobre 2010 par le Président mexicain Felipe Calderón Hinojosa. Le même moteur est également produit à l'usine de Trenton dans le Michigan, dont la production a débuté au début de l'année 2010.
Saltillo South a obtenu la médaille de bronze pour ses résultats en matière de mise en œuvre de la classe mondiale de fabrication WCM en juillet 2015. Le système WCM est une méthode axée sur l'élimination des déchets, l'augmentation de la productivité et l'amélioration de la qualité et la sécurité d'une manière systématique et organisée. WCM engage la main-d'œuvre à fournir et à mettre en œuvre des suggestions sur la façon d'améliorer les conditions de travail dans l'usine, en promouvant un sentiment d'appropriation. Le système WCM a d'abord été mis en œuvre par Fiat en 2006 et imposé à Chrysler après son rachat par Fiat en Juin 2009.
- Saltillo Stamping - KM 1.5, Derramadero Road - Saltillo, Coahuila, Mexico.

Productions : Eléments de carrosserie pour les modèles Ram 2500/3500 Quad Cab et Regular Cab, Ram Mega Cab, Ram 3500 Châssis Cab, DX Châssis Cab (réservé au marché mexicain), Ram 2500/3500 Box-off et Ram 4500/5500 Châssis Cab.
Salariés : 304 dont 269 ouvriers.
Histoire de l'usine : la construction a été achevée en 1997 et la production a commencé aussitôt. Elle fait partie du site industriel de Saltillo. L'usine produit les parties de carrosserie pour les modèles Ram Club Cab et Quad Cab pour les marchés d'exportation ainsi que le Ram Mega Cab.
- Saltillo Truck Assembly - Carretere a Derramadero Km 1.5 - Saltillo, Coahuila, Mexico[1].

Productions : montage final des modèles Ram 1500, Ram 2500/3500, Ram Mega Cab, Ram 3500 Chassis Cab, Ram 4500/5500 et DX Chassis Cab (réservé au marché mexicain).
Salariés : 3.663 dont 3.402 ouvriers en 3 postes.
L'usine dispose de 365 robots.
Historique des usines: La construction a été achevée en 1995 et la production a commencé aussitôt. Le Ram Mega Cab a été lancé en août 2005. Le DC Chassis Cab a été lancé en août 2006. Le Ram 1500 a été lancé en 2008, suivi par le nouveau Ram Heavy Duty en 2009. La production du nouveau Chassis Cab 2011 a débuté en 2010. Le site de Saltillo est équipé d'une station satellite.
En décembre 2012, cette usine a remporté la médaille de Bronze dans la classe mondiale de fabrication WCM après avoir démontré un savoir-faire clair et une compétence dans la méthode de fabrication.
L'usine a évolué vers un mode opératoire 3-2-120 - trois équipes travaillant 10 heures sur quatre jours pour un total de 120 heures de production par semaine - en septembre 2015.
- Saltillo Van Assembly - KM 1.5, Derramadero Road - Saltillo, Coahuila, Mexico.

Production : Ram ProMaster
Salariés : 1.504 dont 1.344 ouvriers en 2 postes.
Histoire de l'usine : Après avoir investi 1,1 milliard US dollars, FCA do Mexico a ouvert cette nouvelle usine de montage en mai 2011 pour la production du Ram ProMaster. La production a débuté en juillet 2013. Le CEO de FCA Automobiles Sergio Marchionne et le Président mexicain Enrique Peña ont inauguré la nouvelle usine lors d'une cérémonie le 10 octobre 2013.
Le RAM ProMaster, dérivé du Fiat Ducato 3e génération (ZFA 250), est vendu aux États-Unis, au Canada et au Mexique, est le seul véhicule de ce genre produit au Mexique. La version originale badgée Fiat Ducato est commercialisée dans tous les pays d'Amérique du Sud.
En 2020, il a été envisagé de rapatrier la production vers l'usine d'assemblage FCA de Warren, au Michigan mais seule la production de certaines versions de RAM pick-up a été transférée.
Voir : Liste des usines FCA aux États-Unis et au Mexique et leurs productions